# 石川県道219号興津刈安線
石川県道219号興津刈安線（いしかわけんどう219ごう きょうづかりやすせん）は、石川県河北郡津幡町内を通る一般県道（石川県道）である。

## 概要
- 起点：石川県河北郡津幡町字興津京之部33番1地先（＝石川県道221号瓜生能瀬線交点）
- 終点：石川県河北郡津幡町字刈安甲50番地先（＝刈安交差点・石川県道286号刈安安楽寺線起点）

起点から南下し、津幡町北東部山間部の池ヶ原、八ノ谷、吉倉の各地区を経て、同町鳥越で石川県道218号莇谷津幡線と交わる。さらに南下し、同町田屋にて北陸新幹線の高架をくぐる。国道8号津幡北バイパス・俱利伽羅バイパスと接続し、刈安交差点で終点に至る。

## 歴史
- 1960年（昭和35年）10月15日：路線認定。

## 通過する自治体
- 石川県
  - 河北郡津幡町

## 接続路線
- 石川県道221号瓜生能瀬線（河北郡津幡町興津：起点）
- 石川県道218号莇谷津幡線（津幡町鳥越）
- 国道8号 津幡北バイパス・俱利伽羅バイパス、石川県道215号森本津幡線（津幡町刈安・刈安北交差点）
- 石川県道286号刈安安楽寺線（津幡町刈安・刈安交差点：終点）

## 周辺施設
- 菩提寺峰
- 三国山
- 甲斐崎山
- 城の峰
- 津幡町歴史民俗資料収蔵庫
- 石川県森林公園
- 津幡町立笠野小学校
- 笠野公民館
- 笠谷保育園
- JA石川かほく 津幡東支店
- 津幡川
- 鳥越城跡
- 北陸新幹線 新倶利伽羅トンネル
- 田屋会館
- IRいしかわ鉄道線・あいの風とやま鉄道線 倶利伽羅駅
- 津幡町立刈安小学校